# Santa Maria de Itabira
Santa Maria de Itabira is een gemeente in de Braziliaanse deelstaat Minas Gerais. De gemeente telt 10.821 inwoners (schatting 2009).

## Aangrenzende gemeenten
De gemeente grenst aan Antônio Dias, Ferros, Itabira, Itambé do Mato Dentro, Nova Era en Passabém.